# Comando interforze per le operazioni delle forze speciali
Il Comando interforze per le operazioni delle forze speciali, in acronimo C.O.F.S., è una struttura delle forze armate italiane alle dipendenze gerarchiche dirette del capo di stato maggiore della difesa, che coordina e gestisce le forze speciali italiane. Ha sede all'interno dell'Aeroporto militare di Centocelle "Francesco Baracca".

## Storia
Il COFS è stato istituito il 1º dicembre 2004, al comando del generale Marco Bertolini, con sede presso l'aeroporto di Roma-Centocelle, come Reparto Incursori paracadutisti interforze.
Nel 2021 è stato validato dalla NATO quale Comando proiettabile di componente per le operazioni speciali (SOCC) nel quadro dell'NRF (NATO Response Force). Nel 2008 era già stato validato come comando di pianificazione.
Dal 2021 al 2023 è stato alle dipendenze del Comando operativo di vertice interforze (COVI).
Da fine 2023 rientra alle dipendenze dirette dello Stato Maggiore della Difesa (SMD).

## Compiti
È il comando di pianificazione e si occupa del coordinamento e gestione delle operazioni speciali per tutte le forze speciali italiane dal 2023 è di nuovo alle dipendenze dirette del capo di stato maggiore della difesa come comando proiettabile dopo, dal 2021 al 2023, essere stato dipendente del COVI.

## Reparti

### Forze speciali
Operativamente dipendono dal CO.F.S. tutte le forze speciali di ciascuna forza armata che sono:
- il 9º Reggimento d'assalto paracadutisti "Col Moschin" (E.I.), (Tier-1);
- il G.O.I. - Gruppo operativo incursori del COMSUBIN "Teseo Tesei" (M.M.), (Tier-1);
- il G.I.S. - Gruppo di intervento speciale (Arma dei Carabinieri), (Tier-1);
- il 17º Stormo incursori (A.M.), (Tier-1);
- 4º Reggimento alpini paracadutisti "Monte Cervino" (E.I.), (Tier-2);
- 185º Reggimento paracadutisti ricognizione acquisizione obiettivi "Folgore" (E.I.), (Tier-2);
- 1º Reggimento Carabinieri paracadutisti “Tuscania” (CC), (Tier-2).

### Unità di supporto operativo
Alcuni reparti fanno da supporto operativo alle forze speciali:
- 3º R.E.O.S. - Reggimento elicotteri operazioni speciali "Aldebaran" (E.I.);
- 11º Reggimento trasmissioni (E.I.);[4]
- 21º Gruppo volo del 9º Stormo "Francesco Baracca" (A.M.);
- Reparto Eliassalto del 1º Gruppo elicotteri (M.M.).

Inoltre può essere richiesto ai rispettivi Stati Maggiori di forza armata l'utilizzo di reparti d'elite, come elementi fucilieri dell'aria del 9º Stormo, e negli ambienti operativi navali possono avere un ruolo di supporto anche le unità anfibie (unità del 1º Reggimento San Marco e del reggimento Lagunari).

## Simbolo
Scudo romano con le tre spade, che rappresentano il cielo il mare e la terra, tenute da un'unica mano e quadriborchiato agli angoli con i simboli delle quattro forze armate Carabinieri, Marina militare italiana, Esercito italiano ed Aeronautica militare italiana.
Il simbolo con le spade è ispirato a Il giuramento degli Orazi di Jacques-Louis David (1784).

## Comandanti
|   | Nome                                  | Inizio mandato    | Termine mandato   |
| - | ------------------------------------- | ----------------- | ----------------- |
| 1 | Gen. d. Marco Bertolini               | 1 dicembre 2004   | 25 settembre 2008 |
| 2 | Amm. d. Donato Marzano                | 26 settembre 2008 | 9 ottobre 2011    |
| 3 | Gen. d. Maurizio Fioravanti           | 10 ottobre 2011   | 3 ottobre 2014    |
| 4 | Amm. d. Giuseppe Cavo Dragone         | 4 ottobre 2014    | 27 giugno 2016    |
| 5 | Gen. d. Nicola Zanelli                | 28 giugno 2016    | 23 ottobre 2019   |
| 6 | Gen. s.a. Nicola Lanza de Cristoforis | 24 ottobre 2019   | 20 gennaio 2022   |
| 7 | Amm. sq. Paolo Pezzutti               | 20 gennaio 2022   | in carica         |